# کیمبرلی بیلی
 کیمبرلی بیلی (انگلیسی: Kimberly Birrell؛ زاده ۲۹ آوریل ۱۹۹۸) یک تنیس‌باز اهل استرالیا است.